# Raul Rekow
Raul Rekow (ur. 10 czerwca 1954 – zm. 1 listopada 2015) − amerykański perkusista grający na kongach. W latach 1976–2013 występował w zespole Santana. Wziął udział w nagraniach płyt Supernatural (1999), Shaman (2002) i All That I Am (2005).
W latach 60. i 70. grał w zespole Soul Sacrifice, który wykonywał covery utworów Santany. Następnie współpracował z latino-funkowymi zespołami Malo i Sapo. Podczas gry z Malo poznał Jorgego Santanę.
W zespole Santany tworzył duet z Karlem Perazzo. Wspólnie wydali też serię płyt Just Another Day In The Park poświęconą nauce gry na instrumentach perkusyjnych.
Rekow nagrywał także z takimi artystami jak Jason Mraz, Eagle-Eye Cherry, Herbie Hancock, Aretha Franklin, Patti LaBelle, Whitney Houston, Tremaine Hawkin.

## Publikacje
- Karl Perazzo, Raul Rekow, Supernatural Rhythm & Grooves, 2002, Alfred Pub Co, ISBN 978-0-7579-9060-1